# Michelle Rodríguez

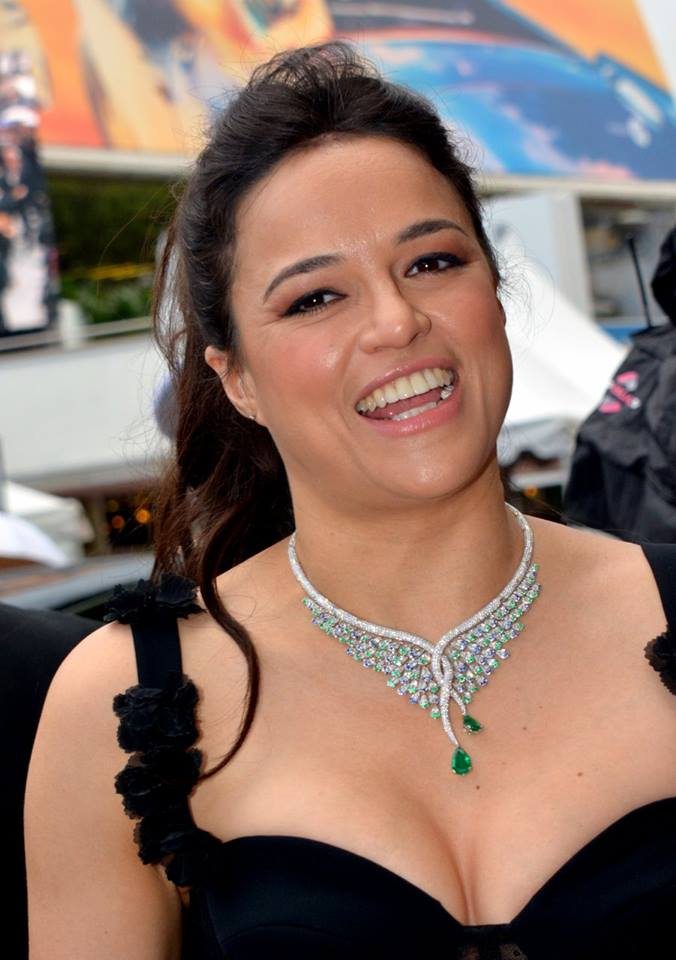
Michelle Rodríguez (2018)

Mayte Michelle Rodríguez (* 12. Juli 1978 in San Antonio, Texas) ist eine US-amerikanische Schauspielerin  und Synchronsprecherin.

## Leben
Michelle Rodríguez zog mit acht Jahren in die Dominikanische Republik, die Heimat ihrer Mutter. Ab ihrem elften Lebensjahr lebte sie in Puerto Rico, der Heimat ihres Vaters. Mütterlicherseits wurde sie in der Kindheit als Zeugin Jehovas erzogen. Sie hat insgesamt zehn Geschwister und Halbgeschwister. Mit 16 Jahren zog sie nach Jersey City, in die direkte Nachbarschaft von New York City. Sie brach die High School ab, holte den Abschluss aber später nach. Kurzzeitig besuchte sie eine Wirtschaftsfachschule, bevor sie sich für eine Karriere als Schauspielerin entschied. 

### Karriere

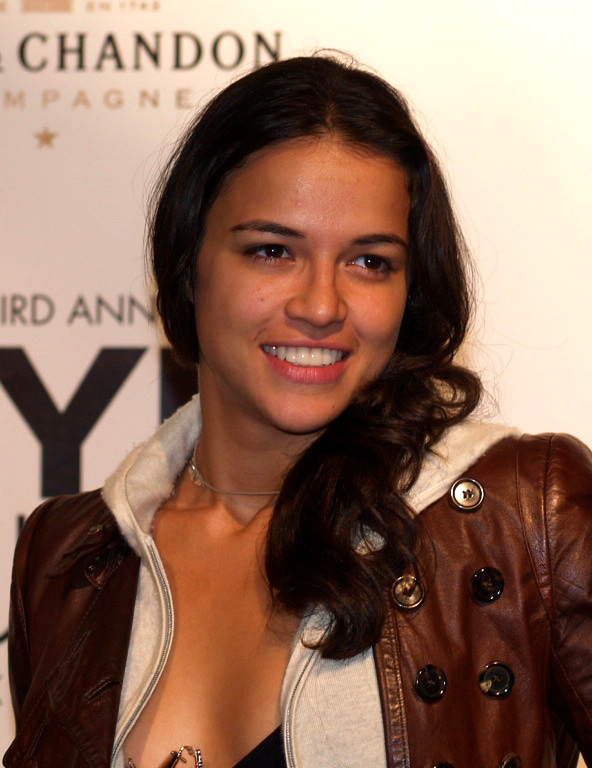
Michelle Rodríguez (2006)

Nach einigen kleineren Nebenrollen wurde sie mit ihrer ersten Hauptrolle in dem Film Girlfight – Auf eigene Faust bekannt, für die sie sich beim Casting gegen 350 Bewerberinnen durchgesetzt hatte. Für ihre Darstellung der Diana Guzman wurde sie mit einem Independent Spirit Award in der Kategorie „Best Debut Performance“ sowie dem Preis der National Board of Review in der Kategorie „Breakout Performance of the Year“ ausgezeichnet.
Nach Girlfight folgten weitere Rollen in Filmen wie The Fast and the Furious (2001), Resident Evil (2002), Blue Crush (2002), S.W.A.T. – Die Spezialeinheit (2003), im Science-Fiction-Film Avatar – Aufbruch nach Pandora (2009) und in Robert Rodriguez’ Machete (2010).
Von 2005 bis 2006 spielte sie in der Fernsehserie Lost die Figur der Ana Lucia, die sie 2009 und 2010 jeweils für Gastauftritte wieder aufnahm. 2011 trat sie neben Aaron Eckhart in dem Science-Fiction-Film World Invasion: Battle Los Angeles auf. 
2012 kehrte Rodríguez als Rain Ocampo in Resident Evil: Retribution zurück. 2013 stand sie als Letty in Fast & Furious 6 sowie erneut als She/Luz in Machete Kills, der Fortsetzung von Machete, vor der Kamera. Auch in den Folgteilen der Fast & Furious-Filmreihe spielte sie mit. 2023 war sie in einer der Hauptrollen in Dungeons & Dragons: Ehre unter Dieben zu sehen. Ihr Schaffen umfasst mehr als 50 Produktionen.

### Konflikte mit dem Gesetz
Im November 2003 wurde Rodríguez wegen mehrerer Vergehen (unter anderem Trunkenheit am Steuer und Unfallflucht) angeklagt. Im Juni 2004 akzeptierte sie in Los Angeles drei der Anschuldigungen. Die Schauspielerin musste für 48 Stunden ins Gefängnis, gemeinnützige Arbeit in einem Leichenschauhaus ableisten und an einem dreimonatigen Alkohol-Aufklärungsprogramm teilnehmen. Die Strafe wurde mit einer Bewährungsfrist von drei Jahren ausgesprochen.
Im Dezember 2005 wurde Rodríguez auf Hawaii wegen Drogenmissbrauchs am Steuer festgenommen. Sie bekannte sich in einer Gerichtsverhandlung im April 2006 schuldig, zahlte eine Strafe von 500 US-Dollar und verbrachte fünf Tage im Gefängnis. Da sie damit gegen die Bewährungsauflagen verstoßen hatte, wurde sie im Mai 2006 in Los Angeles zu 60 Tagen Gefängnis, 30 Tagen gemeinnütziger Arbeit sowie zur Teilnahme an einem Alkohol-Entzugsprogramm verurteilt. Wegen Überbelegung des Gefängnisses wurde sie allerdings wenige Stunden nach Antritt ihrer Haftstrafe wieder entlassen.
Aufgrund erneuter Verstöße gegen ihre Bewährungsauflagen wurde Rodríguez im Oktober 2007 zu 180 Tagen Gefängnis verurteilt. Am 23. Dezember 2007 trat sie ihre Gefängnisstrafe im Lynwood-Frauengefängnis an. Allerdings verbrachte Rodríguez dort nur 18 Tage. Als Begründung für ihre vorzeitige Entlassung wurden die überfüllten Frauengefängnisse in Kalifornien genannt.

### Engagement für die Meeresschutzorganisation Sea Shepherd
2010 fuhr Michelle Rodríguez als Crewmitglied auf dem Sea-Shepherd-Schiff Steve Irwin auf dessen siebenter Anti-Walfang-Kampagne Operation No Compromise in die Antarktis.
2011 veranstaltete Rodriguez ein Benefizmittagessen für Sea Shepherd bei den Filmfestspielen von Cannes. 2017 nahm Rodriguez bei der Sea-Shepherd-Kampagne Operation Taino Spirit teil. Dabei brachten Sea Shepherd und Rodriguez der Bevölkerung Puerto Ricos Vorräte, um einen nachhaltigen Aufbau nach Hurrikan Maria zu gewährleisten. 2017 begleitete Rodriguez Sea Shepherd auf der Mission Operation Ice Watch. Dabei entstanden Fotos mit Babyrobben, die sie auf diversen sozialen Netzwerken teilte, um Aufmerksamkeit auf den Klimawandel und dessen Auswirkung auf die Robben zu richten.

### Privatleben
Rodriguez definiert sich als bisexuell. Anfang 2014 war sie in einer Beziehung mit dem britischen Fotomodel Cara Delevingne.

## Filmografie (Auswahl)
- 2000: Girlfight – Auf eigene Faust (Girlfight)
- 2000: 3 A.M. – Drei Stunden nach Mitternacht (3 A.M.)
- 2001: The Fast and the Furious
- 2002: Resident Evil
- 2002: Blue Crush
- 2003: S.W.A.T. – Die Spezialeinheit (S.W.A.T.)
- 2004: Control – Du sollst nicht töten (Control)
- 2005: Sian Ka’an (Stimme)
- 2005: BloodRayne
- 2005–2006, 2009–2010: Lost (Fernsehserie, 26 Episoden)
- 2005: Immortal Grand Prix
- 2006: The Breed (Wes Craven’s The Breed)
- 2007: Adventures in Voice Acting (Dokumentation)
- 2007: Battle in Seattle
- 2009: Los Bandoleros (Kurzfilm)
- 2009: Fast & Furious – Neues Modell. Originalteile. (Fast & Furious)
- 2009: Avatar – Aufbruch nach Pandora (Avatar)
- 2010: Machete
- 2010: Trópico de sangré
- 2011: World Invasion: Battle Los Angeles (Battle: Los Angeles)
- 2012: Resident Evil: Retribution
- 2013: InAPPropriate Comedy
- 2013: Fast & Furious 6
- 2013: Machete Kills
- 2013: Turbo – Kleine Schnecke, großer Traum (Turbo) (Stimme)
- 2015: Fast & Furious 7 (Furious 7)
- 2016: The Reality of Truth[19]
- 2016: The Assignment
- 2016: Milton’s Secret
- 2017: Die Schlümpfe – Das verlorene Dorf (Smurfs: The Lost Village) (Stimme)
- 2017: Fast & Furious 8 (The Fate of the Furious)
- 2018: Widows – Tödliche Witwen (Widows)
- 2019: Alita: Battle Angel
- 2020: She Dies Tomorrow
- 2021: Crisis
- 2021: Fast & Furious 9 (F9)
- 2023: Dungeons & Dragons: Ehre unter Dieben (Dungeons & Dragons: Honor Among Thieves)
- 2023: Fast & Furious 10 (Fast X)

## Videospiel
- 2003: True Crime: Streets of LA (Stimme Rosie Velasco)
- 2004: Driv3r (Stimme Calita)
- 2004: Halo 2 (Stimme Marine)
- 2009: James Cameron’s Avatar: Das Spiel (Stimme Trudy Chacon)
- 2012: Call of Duty: Black Ops II (Stimme Strike Force Soldier)
- 2020: Fast and Furious Crossroads (Stimme Letty)